# Cacoal

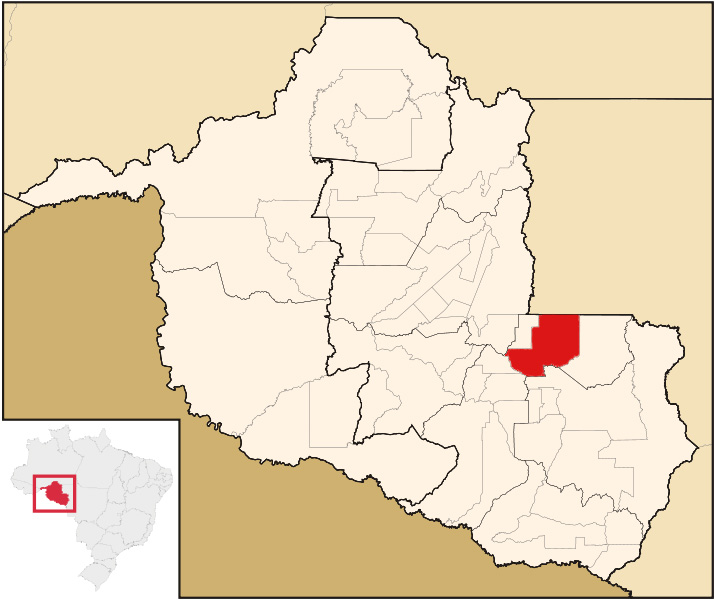
Localisation de Cacoal dans l'état du Rondônia.

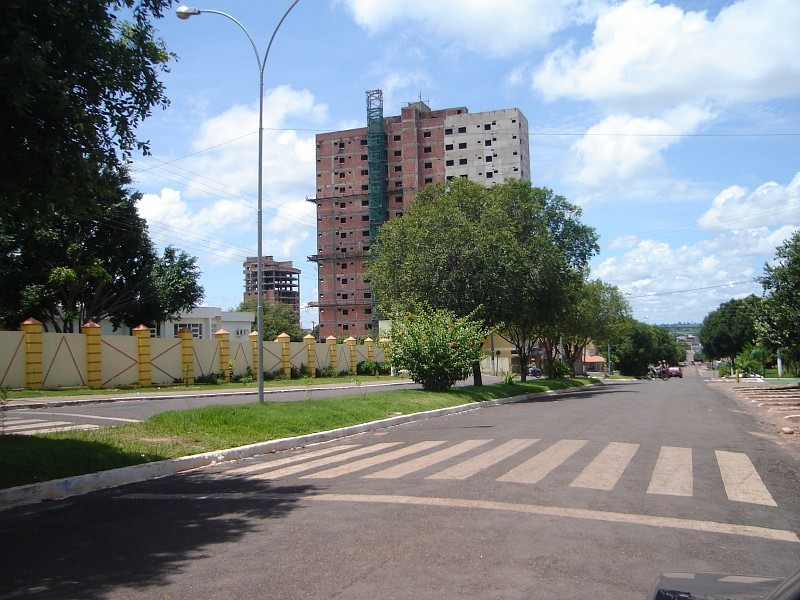
Avenue Guapore, Cacoal

Cacoal est une ville brésilienne de l'est de l'État du Rondônia. Sa population était estimée à 78 126 habitants en 2010. La municipalité s'étend sur 3 793 km2.